# Boltonia montana
Boltonia montana es una especie de plantas norteamericana de la familia Asteraceae. Se encuentra únicamente en la parte centro-este de Estados Unidos, en los estados de Nueva Jersey, Pensilvania y Virginia.
Boltonia montana es una hierba perenne de hasta 150 cm de alto. Tiene muchas cabezas de flores parecidas a margaritas con floretes radiales de color rosa o lavanda y floretes de disco amarillos.
Boltonia montana está en peligro crítico en Nueva Jersey y Virginia, y posiblemente esté extinta en Pensilvania. En 2010, sólo hubo 11 casos. La tendencia a largo plazo es una caída del 30-50%. No es una especie en peligro de extinción en Estados Unidos.